# 莫拉格
莫拉格（蘇格蘭蓋爾語：Mòrag，英文：Morag）是一種傳聞出沒于蘇格蘭莫拉湖的水棲神秘生物。莫拉格的第一次目擊可追溯至1887年，在1948年，有9人在莫拉湖目擊到一隻約20英尺（9米）的神秘生物。最著名的目擊是1969年的一次目擊，兩名男性鄧肯·麥克唐納（Duncan McDonell）與威廉·辛普森（William Simpson）遭遇一個皮膚棕色、長25-30英尺（7.62-9.14米）、皮膚粗糙的動物。由於兩人的小船誤撞擊到該生物，因此造成對方發起攻擊，而麥克唐納用漿還擊、辛普森則使用來福槍開火，最終該生物與水中消失。1970年2月，尼斯湖調查局（Loch Ness Investigation Bureau）對莫拉湖進行調查，但并未有發現大型生物活動的跡象。莫拉格最新一次目擊爲2013年工程師Doug Christie的目擊。